# 肝吸虫
肝吸虫（かんきゅうちゅう、学名：Clonorchis sinensis） は、ヒトを含む幅広い哺乳類を終宿主とし、肝臓内の胆管に寄生する吸虫の一種。古くは肝臓ジストマと呼ばれてきた。

## 概要
日本列島、中国、台湾、朝鮮半島と東アジア一帯に広く分布し、東南アジアではベトナムに分布するが、タイには似た生態で別属のタイ肝吸虫 Opisthorchis viverrini が分布して地域によってヒトに濃厚に感染しており、これと同属の猫肝吸虫 Opisthorchis felineus が、シベリアからヨーロッパにかけて分布し、ヒトにも感染する。
日本では1917年、愛知県立医学専門学校の武藤昌知が肝吸虫の第1中間宿主がマメタニシであることを突き止め、1920年には発育環を解明した。

## 形態
肝臓内の胆管に寄生している成虫は平たい柳の葉のような形をしており、体長10-20 mm、体幅3-5 mm。雌雄同体であるが、多くの吸虫で貯精嚢、前立腺、射精管、陰茎を収めている陰茎嚢は持たない。精巣は樹枝状に分枝し、分葉嚢状となるタイ肝吸虫などの Opisthorohis 属との識別点となる。口を取り囲み摂食を助ける口吸盤は体の前端腹面にあって直径0.4-0.6 mm。体を寄生部位に固定する腹吸盤は体の前半4分の1の腹面に位置し、口吸盤とほぼ同大。
卵はこの類の寄生虫のものとしては最も小型の部類で、長径27-32 μm、短経15-17 μm。とっくり型で口の部分に陣笠のような形の蓋があり、これの周囲の縁取り部分が横に突出している。これらの形の特徴から横川吸虫や異形吸虫の卵と区別できる。色彩は淡黄色で、産出された時点で既に内部でミラシジウム幼生まで発生が進んでいる。
第1中間宿主から第2中間宿主へ移行するときのセルカリア幼生は頭部に長い尾部が付属しており、頭部には2個の眼点が、尾部には鰭状のひだがあって活発に泳ぐ。第2中間宿主体内のメタセルカリア幼生は長径0.135-0.145 mmで、内部の幼虫は体を曲げて収まっており、体内には黄褐色の色素顆粒が、排泄嚢の中には大型の黒色の顆粒が満ちている。この幼虫の口吸盤と腹吸盤の大きさは50 μmと60 μmとほぼ同大で、両者に大きな差がある横川吸虫との識別点となる。

## 生活史

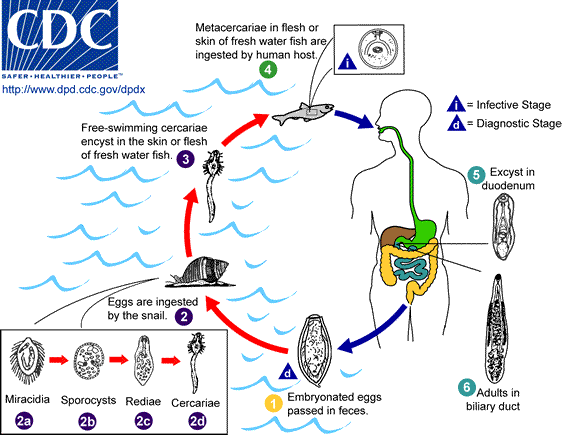
Clonorchis sinensis の生活環

成虫は、寄生している胆管内で1日に約7,000個の卵を産む。卵は胆汁とともに十二指腸に流出する。最終的に糞便とともに外界に出た卵は、水中に流出しても孵化せず、湖沼や低湿地に生息する微小な巻貝の一種、マメタニシに摂食されてはじめて消化管内で孵化してミラシジウム幼生を生じる。ミラシジウムは第1中間宿主であるマメタニシの体内で変態してスポロシスト幼生となり、スポロシストが成長すると体内の多数の胚が発育して口と消化管を有するレジア幼生となり、これがスポロシストの体外に脱出する。レジアはマメタニシの体内で食物を摂取して成長すると、体内の胚が発育して多数のセルカリア幼生となり、これが成熟したものから順次レジアの体内を脱し、さらにマメタニシの体から水中に泳ぎだす。セルカリアは活発に遊泳して第2中間宿主となる淡水魚に達し、鱗の間から体内に侵入して主として筋肉内でメタセルカリア幼生となる。
肝吸虫のメタセルカリアが寄生し、第2中間宿主となる淡水魚はコイ科を中心にモツゴ、ホンモロコ、タモロコなど約80種。コイ科以外ではワカサギの報告もある。こうした魚をヒト、イヌ、ネコ、ネズミなどが生で摂食すると、メタセルカリアは小腸で被嚢を脱して幼虫となり、胆汁の流れを遡って胆管に入り、肝臓内の胆管枝に定着する。23 - 26日かけて成虫となり、産卵を開始する。成虫の寿命は20年以上に達する。

## 宿主

### 第1中間宿主
マメタニシ

### 第2中間宿主
モツゴ、ホンモロコ、タモロコ、ゼゼラ、ヒガイ、ヤリタナゴ、バラタナゴ、カネヒラ、ウグイ、フナ、コイ

### 終宿主
ヒト、イヌ、ネコ、ネズミ、ブタ
実験的には以下でも感染成立
イエウサギ、ラット、マウス、モルモット、ハムスター、ヌートリア

## 日本国内での分布
古くから知られた流行地として、岡山県南部、琵琶湖沿岸、八郎潟、利根川流域、吉野川流域などが知られている。他に宮城県、新潟県、埼玉県、長野県、富山県、濃尾平野、京都府南部、大阪府、和歌山県、兵庫県南部、広島県、山口県、香川県、徳島県、福岡県北部、福岡・熊本県境地帯などに流行地がある。

## 肝吸虫症

### 症状
肝吸虫は、成虫が寄生する胆管枝に塞栓してしまうため、多数個体が寄生すると、胆汁の鬱滞と虫体の刺激によって胆管壁と周囲に慢性炎症をきたす。さらに肝組織の間質の増殖、肝細胞の変性、萎縮、壊死が進行し、肝硬変へと至る。そのため食欲不振、全身倦怠、下痢、腹部膨満、肝腫大をきたし、やがて腹水、浮腫、黄疸、貧血を起こすようになる。ただし、少数個体のみの寄生では無症状に近い。

### 診断・検査
胆管の拡張、肥厚が起こるため、逆行性膵胆管造影、CT、エコーなどで診断すると、肝内胆管の拡張像、異常が認められる。確実な診断には虫卵の確認が必要であるため、糞便検査（ホルマリン・エーテル法やAMSIII法などの沈澱集卵法を利用）や十二指腸ゾンデ検査が行われる。免疫学的診断法もかなり有効である。

### 予防
モツゴやホンモロコ、タナゴ類のような小型のコイ科魚類を流行地で生食するのが最も危険である。フナやコイはモツゴやホンモロコなどに比べるとメタセルカリアの保虫率ははるかに低いが、刺身などにして生で食べる機会が多いため、用心しなければならない。

### 治療
感染した場合、古くは塩酸エメチン、クロロキン、ジチアザニン、ヘキサクロロフォン、ヘトール、ビレボンなど副作用の強い薬を用いざるを得なかったが、1980年代以降プラジカンテルの登場によって1日の投与のみで根治が可能になった。

## 俗説
芸術家にして美食家の北大路魯山人の死因として広く知られている説として、「生煮えのタニシを好んで食べたため、肝吸虫の重い感染を受けて肝硬変を起こして死んだ」とするものがある。しかし肝吸虫の中間宿主となるマメタニシは食用となる真のタニシ類とは類縁が遠く、また小さくて食用にされることもない。当然のことながらマルタニシやオオタニシのような一般に食用とされるタニシに肝吸虫が寄生していることもない。さらに、マメタニシは第一中間宿主であるため、別にこれをヒトが生で食べたところで終宿主への感染能力を持つメタセルカリアを有しないので、感染源とはならない。したがって、魯山人が肝吸虫に感染していたとするならば、その感染源は、コイやフナなどの淡水魚の刺身以外には考えにくい。とはいうものの、淡水産の水産物の表面には、肝蛭のような他の寄生虫の感染態の幼生が付着している危険性があるので、タニシを食べるときは十分に火を通して食べるべきである。